# Appetite for Destruction
Appetite for Destruction is het eerste studioalbum van de Amerikaanse hardrockband Guns N' Roses. Het album is uitgebracht op 21 juli 1987 door Geffen Records.
Appetite for Destruction bereikte de nummer 1-positie in de US Albums Chart en op 23 september 2008 werd het door de RIAA gecertificeerd als 18x platina.
Het album kreeg na de release in 1987 weinig mainstream aandacht. Pas een jaar later, nadat de band had getourd en de singles Welcome to the Jungle, Paradise City en Sweet Child o' Mine zendtijd kregen, werd het album een enorm commercieel succes. Het album werd het bestverkochte debuutalbum aller tijden met meer dan 30 miljoen verkochte exemplaren wereldwijd. Hiermee werd het een van de bestverkochte albums aller tijden.
Ondanks een aanvankelijk gemengd ontvangst wordt het album met terugwerkende kracht gezien als een van de beste albums aller tijden. In 2018 werd het album opnieuw uitgebracht als een geremasterde box set.

## Achtergrond
De eerste opnamesessies van Guns N' Roses waren voor een geplande EP in maart 1985, kort na het vormen van de band, met Don't Cry, een cover van Heartbreak Hotel, Think About You en Anything Goes. Maar toen de originele gitarist, Tracii Guns, de band verliet en vervangen werd door Slash, viel dit plan in het water. Even later werd de klassieke samenstelling met Axl Rose, Duff McKagan, Slash, Steven Adler en Izzy Stradlin gevormd.
Na veel touren in de clubscene van Los Angeles tekende de groep een contract met Geffen Records in maart 1986. In december van dat jaar bracht de band de EP Live ?!*@ Like a Suicide uit om interesse in de band op te wekken, terwijl ze stopten met touren om de studio in te duiken.
Zanger Axl Rose heeft gezegd dat veel van de nummers op het album zijn geschreven toen de band in de clubscene van Los Angeles optrad. Andere nummers die ook in deze periode zijn geschreven, zoals Back Off Bitch, You Could Be Mine, November Rain en Don't Cry verschenen op latere albums.
Producer Spencer Proffer was ingehuurd om Nightrain en Sweet Child o' Mine op te nemen, zodat zijn chemie met de band getest kon worden. Tijdens deze sessies werden uiteindelijk negen nummers opgenomen. Onder deze nummers vallen onder andere ''Heartbreak Hotel", "Don't Cry", "Welcome to the Jungle" en Shadow of Your Love. De band overwoog in eerste instantie om Paul Stanley van Kiss het album te laten produceren, maar hij werd afgewezen omdat hij meer aan de drumset van Adler wilde veranderen dan Adler wilde. Robert Lange werd ook overwogen, maar Geffen wilde geen extra geld uitgeven aan een bekende producer. Uiteindelijk werd Mike Clink gekozen en nam de band het nummer Shadow of Your Love op als test.
In 1999 liet Rose het album opnieuw opnemen met de huidige samenstelling (Rose, Robin Finck, Tommy Stinson, Paul Tobias, Josh Freese, Dizzy Reed en Chris Pitman) om het album nieuw leven in te blazen met moderne opnametechnieken. Deze opnames zijn echter nooit uitgebracht, alhoewel het laatste deel van Sweet Child o' Mine te horen was tijdens de aftiteling van de film Big Daddy in 1999.

## Opnames en productie
Het nummer Anything Goes was in eerste instantie geschreven door de band Hollywood Rose, een van de bands waaruit Guns N' Roses is ontstaan. Het oorspronkelijke nummer is terug te vinden op het album The Roots of Guns N' Roses. De versie op Appetite for Destruction verschilt van het origineel. Het nummer You're Crazy was in eerste instantie geschreven als een akoestisch nummer. Deze versie is terug te vinden op het album G N' R Lies. De versie op Appetite for Destruction is behoorlijk uptempo en niet akoestisch.

## Albumhoes
Er bestaan twee verschillende hoesontwerpen van dit album. Het origineel is gebaseerd op het schilderij "Appetite for Destruction" van Robert Williams. De afbeelding toont een robotachtige verkrachter in een bruine jas. Op de grond ligt een half ontklede vrouw met haar onderbroek vlak onder haar knieën. Boven dit alles zweeft een monster dat op het punt staat om de verkrachter aan te vallen. Een soortgelijk monster in opblaasvorm is ook gebruikt tijdens latere liveoptredens.
Het originele hoesontwerp veroorzaakte veel opschudding. Verschillende platenzaken weigerden de plaat te verkopen. Hierna werd een tweede hoesontwerp gemaakt gebaseerd op een tatoeage van Axl Rose ontworpen door Billy White Jr. Het ontwerp bestaat uit een christelijk kruis met daarop de hoofden van de bandleden in doodshoofdvorm: Izzy Stradlin, bovenste schedel; Steven Adler, linker schedel; Axl Rose, middelste schedel; Duff McKagan, rechter schedel; en Slash (ook hier herkenbaar aan de hoge hoed), onderste schedel.
In 2008 is dit album opnieuw op vinyl verschenen in het kader van de Back to Black-heruitgaveseries. Ook hierbij ontstond er weer discussie over welk hoesontwerp gebruikt moest worden.

## Controversie
Niet alleen de hoes zorgde voor controversie. Ook de muziek zorgde voor de nodige opschudding. De nummers gaan allemaal over het ruige leven van de bandleden en dat van hun vrienden. 'Welcome to the jungle' is een grimmig nummer over de verleidingen van de grote stad, net als 'Paradise City'. 'Nightrain' is een lofzang over het goedkope alcoholische drankje met dezelfde naam. 'Out ta get me' laat de paranoia van Axl Rose treffend horen. 'Mr. Brownstone' gaat over de verleidingen van heroine, en is een waarschuwing gericht aan gebruikers. Openhartig zingt Axl dat hij steeds meer en meer nodig had. Meerdere bandleden waren op dat moment aan deze drug verslaafd. 'Think about you' en 'Sweet Child O' Mine' laten juist een heel andere kant van de band zien, een meer romantische, waaruit blijkt dat het wel degelijk jongens met gevoel zijn, die schuilgaan achter een duister rock-'n-roll imago. 'You're Crazy' en 'It's so easy' is daarentegen weer muzikaal geweld. 'My Michelle' gaat over een jeugdvriendin van Axl, die probeert te ontsnappen aan haar ellendige leven. 'Anything goes' is pure seks, net als 'Rocket Queen'. In de laatste track werden geluiden gemonteerd van een vrijpartij tussen Axl Rose en Adriana Smith (de toenmalige vriendin van drummer Adler).
Het album is qua thematiek in tweeën te delen. De originele LP had geen A en B kant, maar een G(uns) en R(oses) kant. De thematiek van de eerste zes nummers sluit aan op Guns. Ze gaan over misdaad, drugs, paranoia, drank, en de verleidingen van de grote stad. De tweede kant van de plaat sluit aan op Roses. Elk nummer gaat over liefde of seks, zij het niet altijd op een positieve manier.

## Tracks

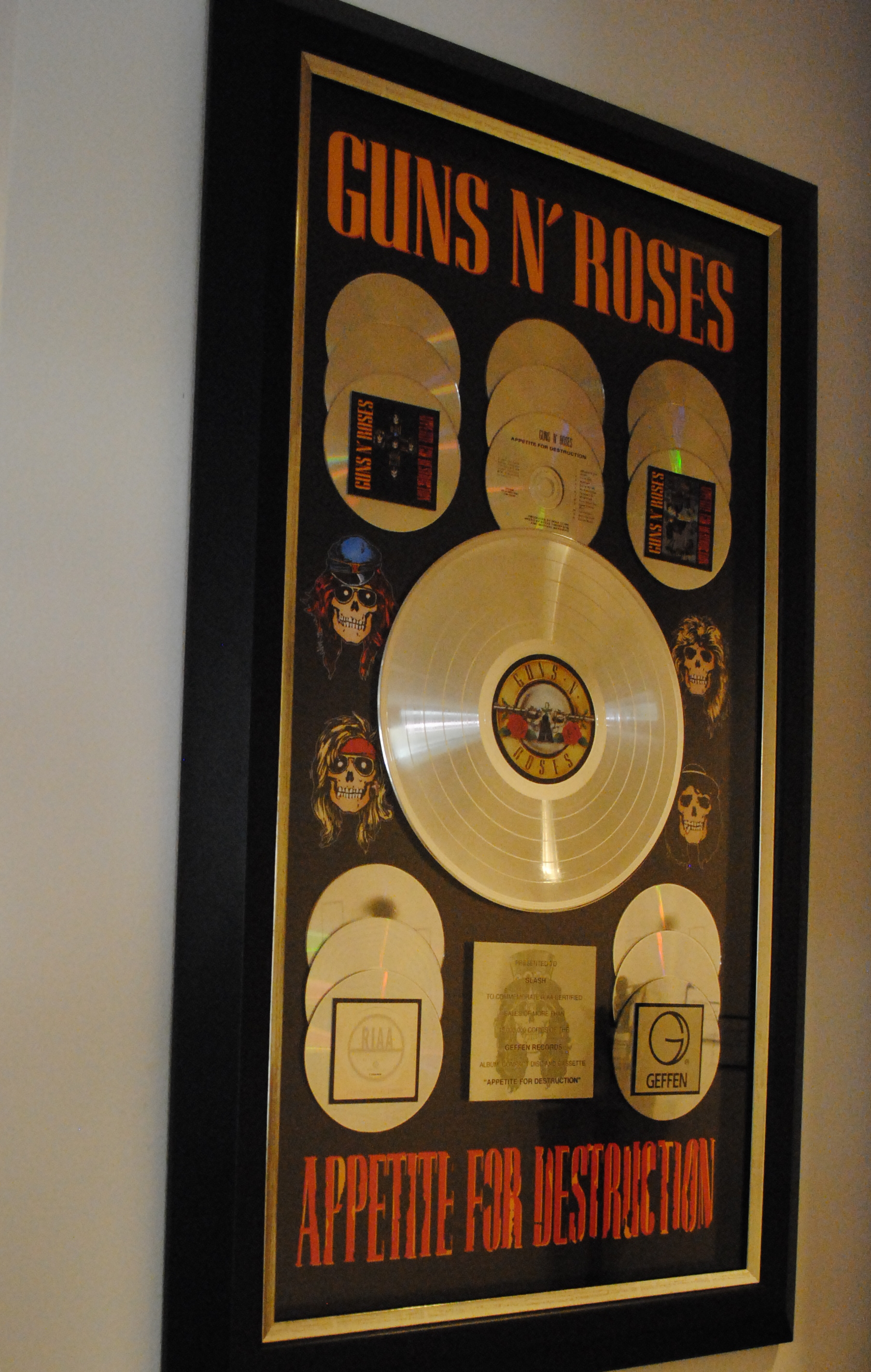
Guns N' Roses Appetite for destruction, Julien's Auctions Preview 2011-03-08

1. "Welcome To The Jungle" (Rose/Slash) – 4:34
2. "It's So Easy" (Duff McKagan/West Arkeen) – 3:23
3. "Nightrain" (Rose/Slash/Duff McKagan/Izzy Stradlin) – 4:29
4. "Out Ta Get Me" (Rose/Izzy Stradlin) – 4:24
5. "Mr. Brownstone" (Slash/Izzy Stradlin) - 3:49
6. "Paradise City" (Rose/Slash/Duff McKagan/Izzy Stradlin) – 6:46
7. "My Michelle" (Rose/Izzy Stradlin) – 3:40
8. "Think About You" (Izzy Stradlin)– 3:52
9. "Sweet Child o' Mine" (Rose/Slash/Izzy Stradlin) – 5:56
10. "You're Crazy" (Rose/Slash/Izzy Stradlin) - 3:17
11. "Anything Goes" (Rose/Chris Weber/Izzy Stradlin) – 3:26
12. "Rocket Queen" (Rose/Slash/Duff McKagan) – 6:13

## Band
De bandleden en hun muzikale bijdragen zijn volgens het boekje bij het album als volgt:
- Axl Rose – zang, achtergrondzang, synthesizer
- Slash – leadgitaar, slaggitaar en akoestische gitaar
- Izzy Stradlin – slaggitaar, leadgitaar, achtergrondzang en percussie
- Duff McKagan – basgitaar, achtergrondzang
- Steven Adler – drumstel